# Caldwell Eselstyn
Caldwell Blakeman Esselstyn (ur. 12 grudnia 1933 w Nowym Jorku) – amerykański wioślarz, mistrz olimpijski.
Wystąpił na igrzyskach olimpijskich w Melbourne w 1956, gdzie Amerykanie w składzie: Thomas Charlton, David Wight, John Cooke, Donald Beer, Caldwell Eselstyn, Charles Grimes, Rusty Wailes, Robert Morey i William Beklean (sternik) zdobyli złoty medal w ósemkach. W wyścigu finałowym o 1,9 sekundy wyprzedzili Kanadyjczyków i o 4 sekundy pokonali Australijczyków. Był to jego jedyny start olimpijski.
Ukończył medycynę na Uniwersytecie Yale i Case Western Reserve University, następnie pracował jako chirurg. Służył w US Army podczas wojny wietnamskiej, w 1968 odznaczony Brązową Gwiazdą. 